# Bandai Super Vision 8000

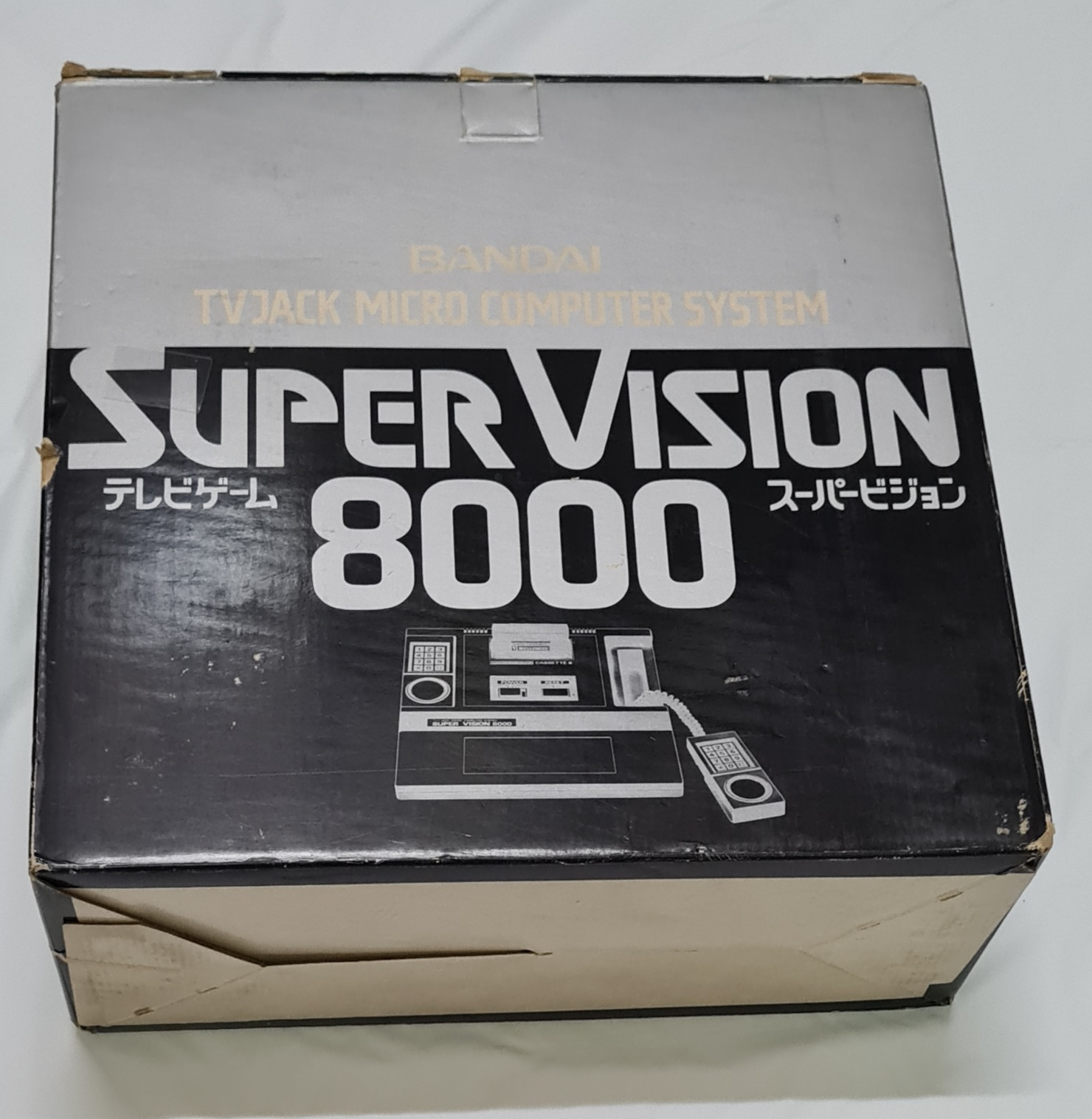
Bandai Super Vision 8000.

La Bandai Super Vision 8000 est une console de jeux vidéo de deuxième génération produite par Bandai et sortie en 1979.
Cette console est la dernière de la série des Bandai TV Jack mais est complètement différente des autres consoles de cette collection. La Super Vision 8000 possède un processeur central.

## Spécifications techniques
- Processeur: 8-bits NEC D780C  (clone Z80), cadencé à 3.58 MHz
- 256 pixels x 192 avec 16 couleurs
- General Instrument AY-3-8910. Three channel sound, avec un générateur de son programmable

## Liste des jeux
Les 7 jeux sortis pour la console ont tous été développés par Bandai Electronics:
- Missile Vader
- Space Fire
- Othello
- Gun Professional
- PacPacBird
- Submarine
- Beam Galaxian